# Таблицы судеб

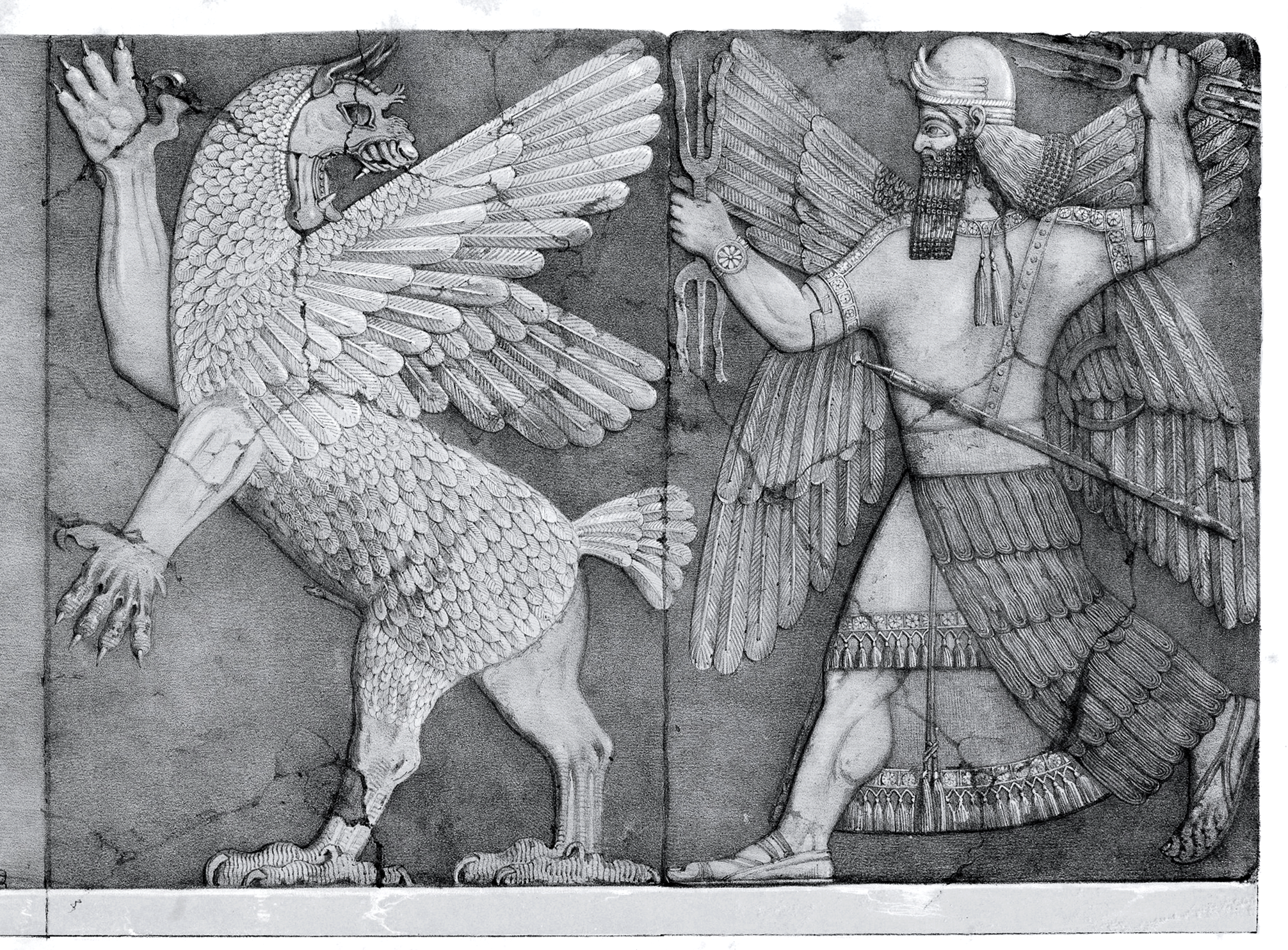
Борьба Тиамат и Мардука (барельеф из храма Нинурты в Нимруде, Ирак)

Таблицы судеб — в ассиро-вавилонском сказании о творении мира мифический объект, символ господства над вселенной. Таблицы были созданы:
- согласно космогонической поэме «Энума элиш» — первоокеаном Тиамат (первобытный хаос) для её чудовищного сына Кингу;
- по мифу об Анзуде — богиней-матерью Нинхурсаг для Энлиля. Миф о том, как Анзуд (на илл.) похитил Таблицы судеб (которые давали власть над богами и людьми), известен в двух версиях, старовавилонской и новоассирийской.

В более поздние времена обладателями таблиц — а значит, хозяевами судьбы — становятся вавилонский Мардук и ассирийский Ашшур (Ассур).
Вавилонский идол Вил носил таблицы судеб на груди. Вавилоняне верили, что жрецы в состоянии вступать в непосредственные сношения с божеством, что они могут истолковывать прорицания и ответы божества, получаемые ими, ограничиваясь словами «да» или «нет». Ввиду того, что пути откровения были крайне разнообразны, то, по мнению ассириологов XIX века, очень возможно, что между таблицами судеб и «урим и туммим» (еврейские слова мн. ч. из Библии) существует более, чем единственная аналогия: как вавилонский идол носил таблицы судеб, также первосвященник носил урим и туммим внутри наперсника (нагрудника).